# Grupo EP
O Grupo EP (sigla para Empresas Pioneiras), anteriormente Grupo EPTV (entre 1989 e 2017), são um conglomerado brasileiro sediado em Campinas, São Paulo, que foi criado pelo empresário José Bonifácio Coutinho Nogueira em 1979. Com atuação no interior paulista e mineiro, atualmente controla 4 emissoras de televisão, 4 emissoras de rádio e 4 websites, totalizando 11 veículos, além de uma produtora de eventos, uma fundação e investimentos no setor do agronegócio e em startups. O Grupo EP também possui 33% do controle acionário da Rede Bahia, empresa sediada em Salvador, Bahia.

## História
Em 1976, o empresário, ex-secretário estadual e ex-presidente da Fundação Padre Anchieta, José Bonifácio Coutinho Nogueira, participa de uma concorrência pública para um novo canal de televisão em Campinas, São Paulo, e em 1.º de outubro de 1979, é inaugurada a TV Campinas, primeira afiliada à Rede Globo no interior paulista, sendo este o marco inicial das Empresas Pioneiras. Na década de 1980, são inauguradas novas emissoras em Ribeirão Preto (TV Ribeirão) e em Varginha, Minas Gerais (TV Sul de Minas), que em 1989, assumem a sigla EPTV. Em 1989, a rede de emissoras ganha a forma atual com a inauguração da emissora de São Carlos (EPTV Central).
Em 9 de janeiro de 2002, morre aos 78 anos o fundador do Grupo EPTV, José Bonifácio Coutinho Nogueira, vítima de uma insuficiência cardíaca. As empresas passaram então a ser operadas por seus filhos, José Bonifácio Coutinho Filho e Antônio Carlos Coutinho. Ainda em 2002, o grupo adquire a Jovem Pan FM Araraquara (hoje CBN Araraquara), que somou-se com a rádio Regional FM (hoje CBN Ribeirão Preto), já pertencente ao grupo. Em 2003, o Grupo EPTV adquire a Independência FM, hoje Jovem Pan FM Ribeirão Preto.
Em maio de 2004, é criada a revista mensal Terra da Gente, baseada no programa homônimo exibido pela EPTV. Em 2005, o Grupo EPTV adquire 50% do jornal A Cidade, centenário periódico publicado em Ribeirão Preto, e em 23 de abril de 2012, passou a deter 100% do controle acionário do veículo.
Em 17 de junho de 2011, o grupo aumenta sua atuação nas mídias impressas com a aquisição da Tribuna Impressa de Araraquara e do website contíguo Araraquara.com. Em 14 de junho de 2012, o Grupo EPTV adquiriu as ações pertencentes à César Mata Pires na administração da Rede Bahia, passando a deter o equivalente a ⅓ (33,33%) do grupo de comunicação. O anúncio oficial da venda das ações foi feito dias depois, em 19 de junho.
Em dezembro de 2014, é publicada a última edição da revista Terra da Gente, que deixou de circular em favor de uma versão digital do seu conteúdo e do conteúdo do programa da EPTV. Em 21 de março de 2016, foi lançado o portal A Cidade ON, reformulação do antigo website do jornal A Cidade, que posteriormente ganhou versões em Araraquara (substituindo o Araraquara.com), São Carlos e Campinas.

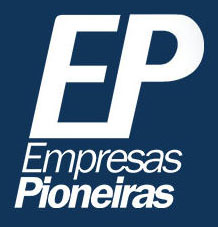
Logotipo da empresa entre 2017 e 2021

Em 10 de janeiro de 2017, pouco mais de 5 anos depois de ter sido adquirido pelo Grupo EPTV, o jornal Tribuna Impressa deixa de circular. Em abril, o Grupo EPTV passa a se chamar Empresas Pioneiras, com o intuito, segundo a própria empresa, de estabelecer uma ligação entre os veículos e potencializar as suas operações.
Em 30 de outubro de 2018, o grupo extinguiu o jornal A Cidade, que deixou de circular após 113 anos de existência. Dessa forma, as Empresas Pioneiras saíram do setor de mídias impressas. Em 1.º de outubro de 2019, o grupo adquire a concessão da rádio Intersom FM de São Carlos, que após trocar de frequência, deu lugar à CBN São Carlos em 3 de dezembro.
Em janeiro de 2021, o grupo passa por um novo rebranding, passando a se chamar Grupo EP, de modo a agregar também as empresas pertencentes à família Nogueira fora do setor de comunicação, como a Ester Agroindustrial, sediada em Cosmópolis, fundada em 2 de março de 1898 pelo empresário e político Paulo de Almeida Nogueira, bisavô dos atuais proprietários do grupo, e a EP Ventures, criada em 2019 para investimentos de capital semente em startups.
Em 22 de dezembro de 2022, o grupo passa a contar com a CBN Campinas em seu portfólio, ganhando assim mais uma integrante a sua minirrede CBN, que são conta com outras três emissoras, também afiliadas à Central Brasileira de Notícias. Criada em 1953, quando era denominada Rádio Publicidade Cultura, ainda no AM, foi a primeira afiliada a integrar a rede CBN em 1991, pelo AM e em 1999, pela FM. 

## Ativos

### Televisão
- Emissoras Pioneiras de Televisão
  - EPTV Campinas
  - EPTV Ribeirão
  - EPTV Central
  - EPTV Sul de Minas
- Rede Bahia (33,3%)
  - TV Bahia
  - TV Subaé
  - TV Santa Cruz
  - TV Sudoeste
  - TV São Francisco
  - TV Oeste

### Rádio
- CBN Campinas
- CBN Ribeirão Preto
- EP FM Araraquara
- EP FM Campinas
- EP FM São Carlos
- Jovem Pan FM Ribeirão Preto
- Bahia FM (33,3%)
- Bahia FM Sul (33,3%)
- GFM (33,3%)
- Jovem Pan FM Salvador (33,3%)

### Digital
- A Cidade ON
- G1 (Campinas e Região, Piracicaba e Região, Ribeirão Preto e Franca, São Carlos e Região, Sul de Minas, Bahia (33,3))
- ge (Campinas e Região, Ribeirão Preto e Região, Sul de Minas, Bahia (33,3%))
- Tudo EP
- iBahia (33,3%)

### Outros
- EP Ventures
- EPaineis
- Ester Agroindustrial
- Instituto EP
- Oceano Azul Eventos
- Jornal Correio (33,3%)
- Santa Helena Construtora (33,3%)

### Extintos
- A Cidade
- Terra da Gente
- Tribuna Impressa
- Araraquara.com

## Ações e eventos promovidos
- Agenda
- CBN Araraquara
- CBN São Carlos
- Com.Você
- Corrida Integração
- Taça EPTV de Futsal